# Campionati del mondo di ciclocross 2024 - Gara femminile Under-23
La nona edizione della gara femminile Under-23 dei Campionati del mondo di ciclocross si svolse il 4 febbraio 2024 con partenza ed arrivo da Tábor, in Repubblica Ceca, su un percorso iniziale di 150 m più un circuito di 3,3 km da ripetere 4 volte per un totale di 13,35 km. La vittoria fu appannaggio della britannica Zoe Bäckstedt, la quale terminò la gara in 48'24", alla media di 16,544 km/h, precedendo la ceca Kristýna Zemanová e l'olandese Leonie Bentveld.
Partenza con 31 cicliste, delle quali 29 portarono a termine la competizione.

## Squadre partecipanti
| N.    | Cod. | Squadra       |
| ----- | ---- | ------------- |
| 2-3   | NED  | Paesi Bassi   |
| 4-6   | FRA  | Francia       |
| 7     | GBR  | Gran Bretagna |
| 8-11  | CZE  | Cechia        |
| 12-13 | LUX  | Lussemburgo   |
| 14-19 | USA  | Stati Uniti   |
| 20-22 | BEL  | Belgio        |
| 23-27 | ITA  | Italia        |
| 28    | JPN  | Giappone      |
| 29    | POL  | Polonia       |
| 30-32 | CAN  | Canada        |
| 34    | AUT  | Austria       |
| 35    | AUS  | Australia     |

## Ordine d'arrivo (Top 10)
| Pos. | Corridore           | Squadra       | Tempo   |
| ---- | ------------------- | ------------- | ------- |
| 1    | Zoe Bäckstedt       | Gran Bretagna | 48'24"  |
| 2    | Kristýna Zemanová   | Cechia        | a 44"   |
| 3    | Leonie Bentveld     | Paesi Bassi   | a 55"   |
| 4    | Isabella Holmgren   | Canada        | a 1'08" |
| 5    | Marie Schreiber     | Lussemburgo   | a 1'42" |
| 6    | Xaydée Van Sinaey   | Belgio        | a 2'14" |
| 7    | Lauren Molengraaf   | Paesi Bassi   | a 2'26" |
| 8    | Lauriane Duraffourg | Francia       | a 2'51" |
| 9    | Julie Brouwers      | Belgio        | a 3'03" |
| 10   | Fleur Moors         | Belgio        | a 3'05" |